# Saint-Cirgues-de-Jordanne
Saint-Cirgues-de-Jordanne è un comune francese di 148 abitanti situato nel dipartimento del Cantal nella regione dell'Alvernia-Rodano-Alpi.

## Società

### Evoluzione demografica
Abitanti censiti